# Udo Zembok
Udo Zembok est un artiste plasticien franco-allemand.

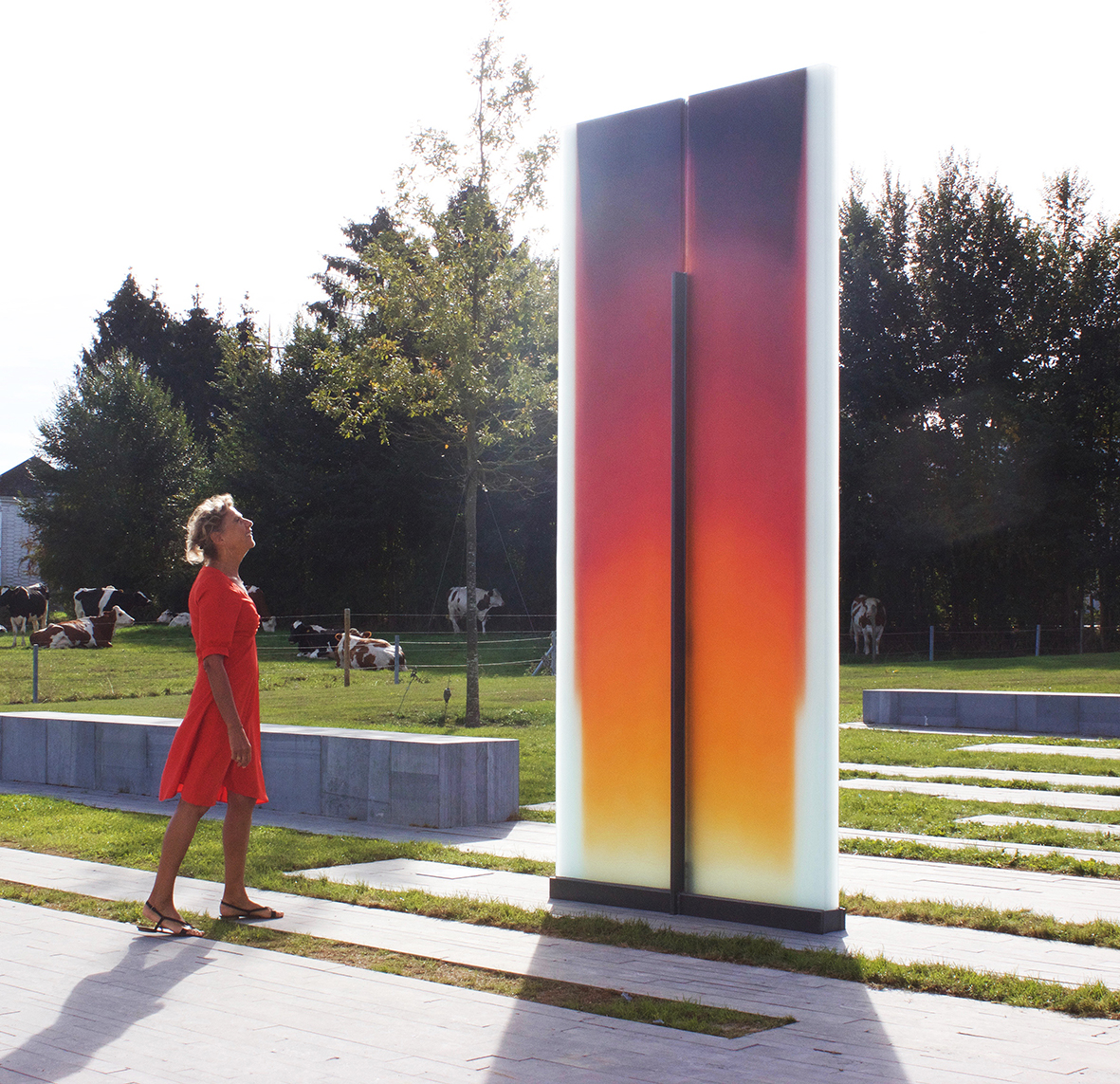
Sculpture monumentale 'Fusion', parvis du musée MusVerre, 59216 Sars Poteries, 2018

En 2018; le département du Nord et la DRAC Hauts de France ont confié à l'artiste la conception d'une sculpture monumentale monolithique en verre fusionné pour le parvis du musée Musverre,à Sars Poteries (59216), une première en Europe. Dans la même année ce musée lui a consacré une exposition monographique sous le titre Open Space,. Il a été lauréat en 2006 du Coburg Glass Price ,(Allemagne) qui récompense des artistes européens qui utilisent le matériau verre. L'artiste est reconnu internationalement pour ses interventions monumentales dans des projets architecturaux: En 2015, il conçoit une verrière sous la forme d'un immense arc chromatique pour la première cathédrale du XXIe siècle, à Créteil (Ile-de-France), en collaboration avec l'agence AS.Architecture-Studio, Paris. En 2007, il a réalisé une œuvre pour la crypte romane de la cathédrale de Chartres, et il conçoit un ensemble de 100 verrières pour un parc de stationnement souterrain à Troyes,,. Son travail s'oriente autour d'une recherche sur la lumière, comme matière de la couleur et sa visualisation à travers des filtres : médiums transparents ou translucides. Les médiums principaux qu'il utilise sont la couleur, le verre et d'autres matières associées. Ce travail se déploie principalement dans deux directions : 1. La création de sculptures et installations qui permettent des interactions avec le public. De facture minimaliste, ces œuvres proposent des situations perceptuelles, loin de tout contenu narratif ou symbolique. La lumière rendue perceptible à nos yeux par les filtre de la couleur est proposée comme un pont entre deux mondes. 2. La création d’œuvres monumentales in situ ou en lien avec l'architecture, en collaboration avec Pascale Zembok. Des œuvres immersives, qui se situent dans un rapport de partenariat avec le sujet spectateur, sont conçues en réponse à un environnement donné. Dans l'espace, la couleur-lumière est rendue à elle-même afin qu'elle exprime son propre langage, dans l'attente de la reconnaissance d'un œil. La perception est orientée vers un acte de contemplation, un regard sur soi-même généré par la lumière.[style à revoir]

## Biographie
Udo Zembok est né en 1951 à Brunswick (Braunschweig), Allemagne fédérale. Découverte de son intérêt pour les arts plastiques au lycée Raabe Gymnasium de Braunschweig avec les enseignants Prof. Dr Hermann Leber et Axel Dick. 1971-1973, études d'arts graphiques à la Haute École d'arts plastiques de cette ville (HBK, Hochschule für bildende Künste, Braunschweig) chez Prof. Malte Sartorius. 1973-1976, études de peinture avec Wilfried Ogilvie à l'université Alanus des Art et Sciences Sociales à Alfter/Bonn, Allemagne fédérale. Suivent des master classes chez le peintre Beppe Assenza à Bâle/Dornach, Suisse. De 1976 à 1978, après ces études, il effectue un séjour de deux ans à Amsterdam (Pays-Bas) ou il développe, en collaboration avec les psychologues d'organisations Thale Bout et Maria van der Leuw, un programme de pratiques artistiques intégré à la formation de managers de grandes entreprises. En 1976, premières expérimentations avec des fusions de verre architectural à la manufacture Van Tetterode Glasobjekten, Amsterdam. En 1978, il arrive en France, début de sa carrière d'artiste indépendant. Depuis 2010, son atelier est basé à Menton (Alpes-Maritimes). Il est citoyen français et allemand.

## Expositions monographiques et personnelles
- 1996 Galerie Lézard, Colmar
- 1997 Galerie Complément d'Objet, Rouen
- 1998 Galerie Glassworks, New Orleans, LS, USA
- 1999 Galerie Mariska Dirkx, Roermond, Pays-Bas
- 1999 Musée des Beaux Arts, Roermond, Pays-Bas (avec HJ Malle)
- 2001 Galerie Rosenhauer, Göttingen, Allemagne [14]
- 2001 Galerie Complément d'Objet, Rouen
- 2003 Galerie Nadir, Annecy
- 2003 Galerie Espai Vidre, Barcelona, Espagne
- 2004 Galerie Die Treppe, Nürtingen, Allemagne
- 2006 Galerie Mariska Dirkx, Roermond, Pays-Bas
- 2006 Galerie Hélène Porée, Paris
- 2006 Galerie Complément d'Objet, Rouen/Martot
- 2008 Galerie Hélène Porée, Paris
- 2008 Les Espaces de la Lumière, exposition monographique, Centre international du vitrail (CIV), Chartres (livre monographique),[15]
- 2010 Musée Fondation Ernsting, Coesfeld, Allemagne
- 2013 Habatat Galleries, Royal Oak, MI, USA (catalogue)

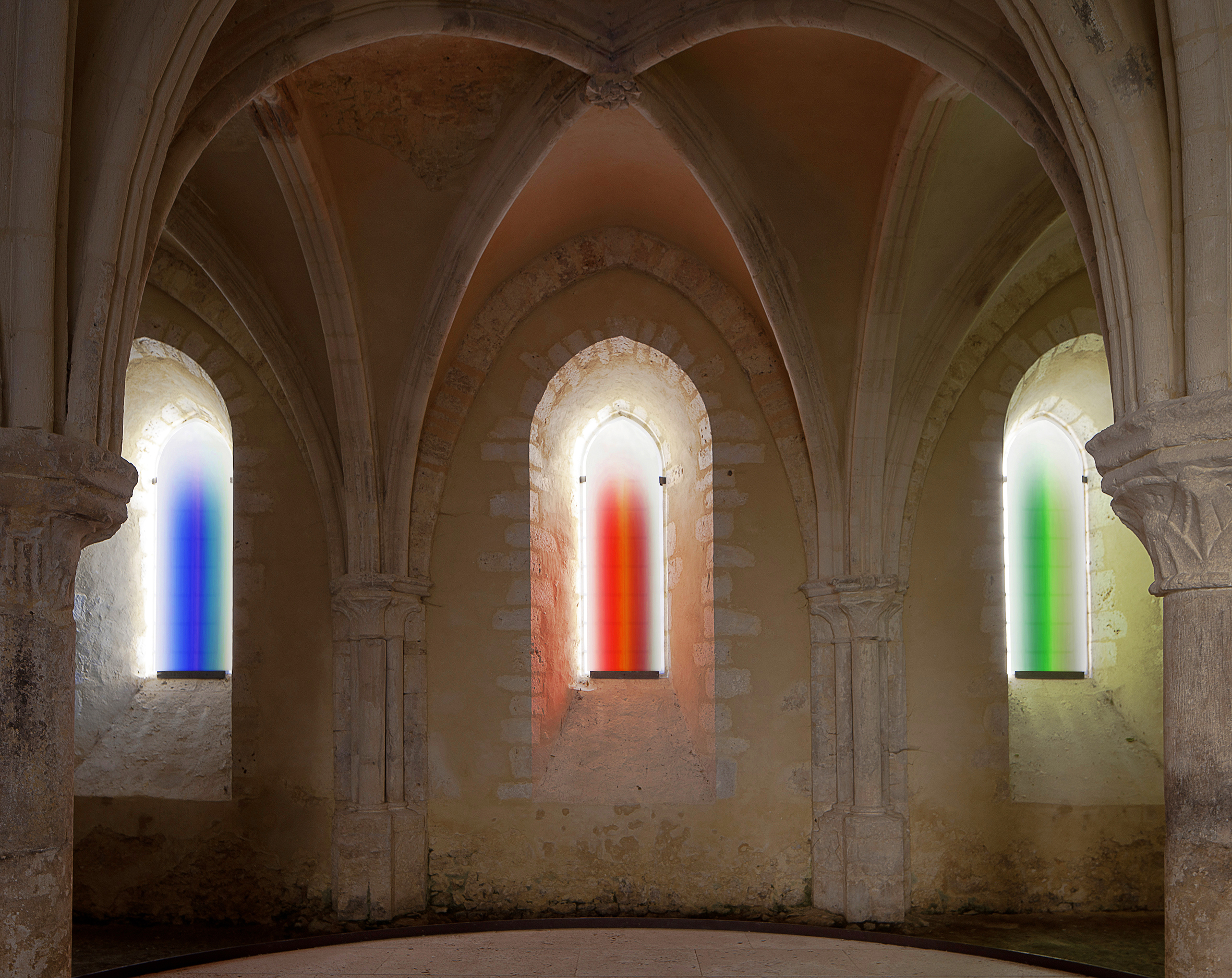
Vitraux d'Udo Zembok pour l'ancienne salle capitulaire du Prieuré de Saint Ayoul, Provins, 2016

- Vitraux d'Udo Zembok pour l'ancienne salle capitulaire du Prieuré de Saint Ayoul, Provins, 20162015 Champ chromatique, exposition monographique, Centre d'Art Contemporain André Malraux, Colmar
- 2015 Galerie Yolenn White, Genève, Suisse
- 2016 Fort Wayne Museum of Art Fort Wayne, IN, USA
- 2018 Galerie Capazza[16], Nançay/Paris (catalogue)
- 2018 OPEN SPACE, exposition monographique, Musée MusVerre, Sars Poteries, Nord (catalogue)[17],[18],[19],[20],[21],[22],[23]

## Expositions collectives
- Invitations à participation à de nombreuses expositions thématiques et de groupes, entre autres:
- 1987 Royal Institute of British Architects, London (exposition The Art Collection of the ING Bank, Amsterdam)
- 1991 Hessisches Landesmuseum, Darmstadt, Allemagne (exposition Lumière-Verre)
- 1994 Centre International du Vitrail, Chartres
- 1996 Galerie JC Chapelotte, Luxembourg
- 1996 Foire d'Art Contemporain St'art, Strasbourg, avec Galerie JC Chapelotte, Luxembourg
- 1997 Centre International du Vitrail, Chartres
- 1997 Musée Quesnel Morinière, Coutance (exposition Vitrail Comparaison)
- 2000 Musée des Beaux Arts, Lisbonne, Portugal (exposition sculpture)
- 2000 Centre international du vitrail, Chartres (exposition Lumières en Éclat)
- 2001 Galerie Mariska Dirkx, Roermond, Pays-Bas
- 2001 Foire d'Art Contemorain, Barcelone, avec Galerie Espace Vidre
- 2001 Galerie Espai Vidre, Barcelone, Espagne
- 2002 Vitrail Français Contemporain, Krakovie, Pologne
- 2002 Lauréats du Prix Liliane Bettencourt, Karlsruhe, Allemagne
- 2004 Musée municipal, Roermond, Pays-Bas
- 2004 Foire d'Art Contemporain St'Art, Strasbourg, avec Galerie Mariska Dirkx, Roermond, Pays-Bas
- 2005 Centre international du vitrail, Chartres (exposition Lumières Contemporaines)[24]
- 2006 Art-Prague, Foire d'Art Contemporain, Prague, République Tchèque
- 2006 Prix Coburg pour la sculpture verre en Europe, Coburg, Allemagne
- 2007 Galerie Rosenhauer, Göttingen, Allemagne
- 2007 Foire d'Art Contemporain St'art, Strasbourg, avec Galerie Hélène Porée, Paris
- 2008 Collect Art Fair, London, avec Galerie Adrian Sassoon
- 2008 Galerie Adrian Sassoon, London
- 2009 Connections-Europeen Masters in Glass sculpture, Prague, République Tchèque
- 2010 International Exhibition of Glass, Kanazawa, Japon
- 2011 Biennale de sculpture, La Haye/Kijkduin, Pays-Bas
- 2011 Fondation Wurth d'Art Contemporain, Erstein/Strasbourg (exposition Biennale Verre)
- 2013 Sofa Art Fair, Chicago (avec Habatat Galleries, Royal Oak MI, USA)
- 2014 Centre international du vitrail, Chartres (exposition Les Peintres et le Vitrail)
- 2015 Cité de l'Architecture et du Patrimoine, Paris (exposition Chagall, Soulages, Benzaken...Le vitrail Contemporain)
- 2016 Foire d'Art Contemporain Art Élysée, Paris (avec Galerie Capazza, Nançay/Paris)
- 2017 Collect Art Fair, London (avec Adrian Sassoon Gallery, London)
- 2018 Salon Art et Design, New York (avec Adrian Sassoon Gallery, Londres)[25]
- 2019 Palais de Tokyo, Paris (les lauréats du Prix Liliane Bettencourt)